# Tomaso Benvenuti
To(m)maso Benvenuti (* 4. Februar 1838 in Cavarzere; † 26. Februar 1906 in Rom) war ein italienischer Komponist.
Über das Leben und die musikalische Ausbildung Benvenutis ist wenig bekannt. Offenbar war er weitgehend ein musikalischer Autodidakt, es wird angenommen, dass er Kompositionsunterricht bei Antonio Buzzolla in Venedig hatte. Ein Jugendwerk war Inno a Pio IX nach Gesängen aus Dantes Göttlicher Komödie. Achtzehnjährig komponierte er für das Teatro Sociale von Mantua die Oper Valenzia Candiani, deren Uraufführung wegen Problemen bei der Generalprobe abgesagt wurde. Seine zweite Oper Adriana Lecouvreur wurde im Folgejahr mit mäßigem Erfolg am Teatro della Canobbiana in Mailand aufgeführt.
Durchsetzen konnte sich Benvenuti mit der Oper Guglielmo Shakespeare, deren Uraufführung 1861 in Parma stattfand. Stella di Toledo sollte nach der Uraufführung am Teatro Carlo Felice in Genua (1864) am Teatro alla Scala gespielt werden; es wurde jedoch die Oper Le aquile romane des französischen Komponisten Hippolyte Chelard vorgezogen, deren Aufführung in einem Desaster endete.
Benvenuti beabsichtigte daraufhin, seine Laufbahn als Opernkomponist zu beenden und legte erst mit Il falconiere (UA 1878 am Teatro Rossini in Venedig) sein nächstes Bühnenwerk vor. Beatrice di Svevia wurde 1890 am Teatro la Fenice uraufgeführt, es folgte 1895 Le Baruffe Chiozzotte. Seine letzte Oper Tre milioni blieb ungespielt. Daneben komponierte Benvenuti auch kammermusikalische Werke, darunter zahlreiche Lieder.

## Opern
- Adriana (Libretto: Leone Fortis), 1857
- Guglielmo Shakspeare (Libretto: Francesco Maria Piave), 1861
- La stella di Toledo (Libretto: Antonio Ghislanzoni nach Don Giovanni d'Austria von Casimir Delavigne), 1864
- Il falconiere (Libretto: Leopoldo Marenco), 1878
- Beatrice di Svevia, 1890
- Le baruffe chiozzotte (Libretto: Enrico Golisciani nach Carlo Goldoni), 1895
- Tre milioni (Libretto: F. M. Piave)